# Leonard Piskorski
Leonard Wacław Piskorski (ur. 10 lipca?/22 lipca 1883 w Warszawie, zm. 27 sierpnia 1957 tamże) – ostatni z najsłynniejszego rodu warszawskich białoskórników, starszy cechu tych rzemieślników. Prowadził zakład białoskórniczy w Warszawie, przekazany mu przez ojca, Wacława Piskorskiego, od 1922 roku do powstania warszawskiego, kiedy zakład spłonął.

## Nauka i doświadczenie
Leonard Piskorski ukończył Wyższą Szkołę Realną w Krakowie (obecnie V Liceum Ogólnokształcące im. Augusta Witkowskiego w Krakowie) w 1901 roku. Został czeladnikiem w 1903 roku i w tym roku wyjechał do Pragi, gdzie pracował w farbiarni skór Fr. Korba, następnie w farbiarni E. Meyera w Berlinie, w farbiarni J. Roeckel w Monachium, u Georga Meinike w białoskórni w Burgu koło Magdeburga (1907), w białoskórni Herman-Etlinger w Durlachu, w białoskórni Boudillon w Neapolu, w białoskórni Pedailles et Diranton w Paryżu, u Comb Fils et Cie w St. Denis, u Martinet w Grenoble i kilku innych białoskórniach w Europie (m.in.w  Czechach i Rosji – Moskwa i Liwków pod Moskwą, 1911) i Ameryce Południowej. 10 listopada 1906 roku wyjechał z Grenoble przez Cherbourg do Stanów Zjednoczonych, gdzie pracował w 4 białoskórniach w Gloversville w stanie Nowy Jork. Gloversville było w tym czasie światowym centrum produkcji rękawiczek. W latach 1890–1950 90% wszystkich rękawiczek sprzedanych w USA było wyprodukowanych w Gloversville. Tam Piskorski pracował przy wyprawie i farbowaniu skór na rękawiczki. Zakupił również maszyny do fabryki ojca. Ponownie wyjechał do Gloversville w 1907 roku.

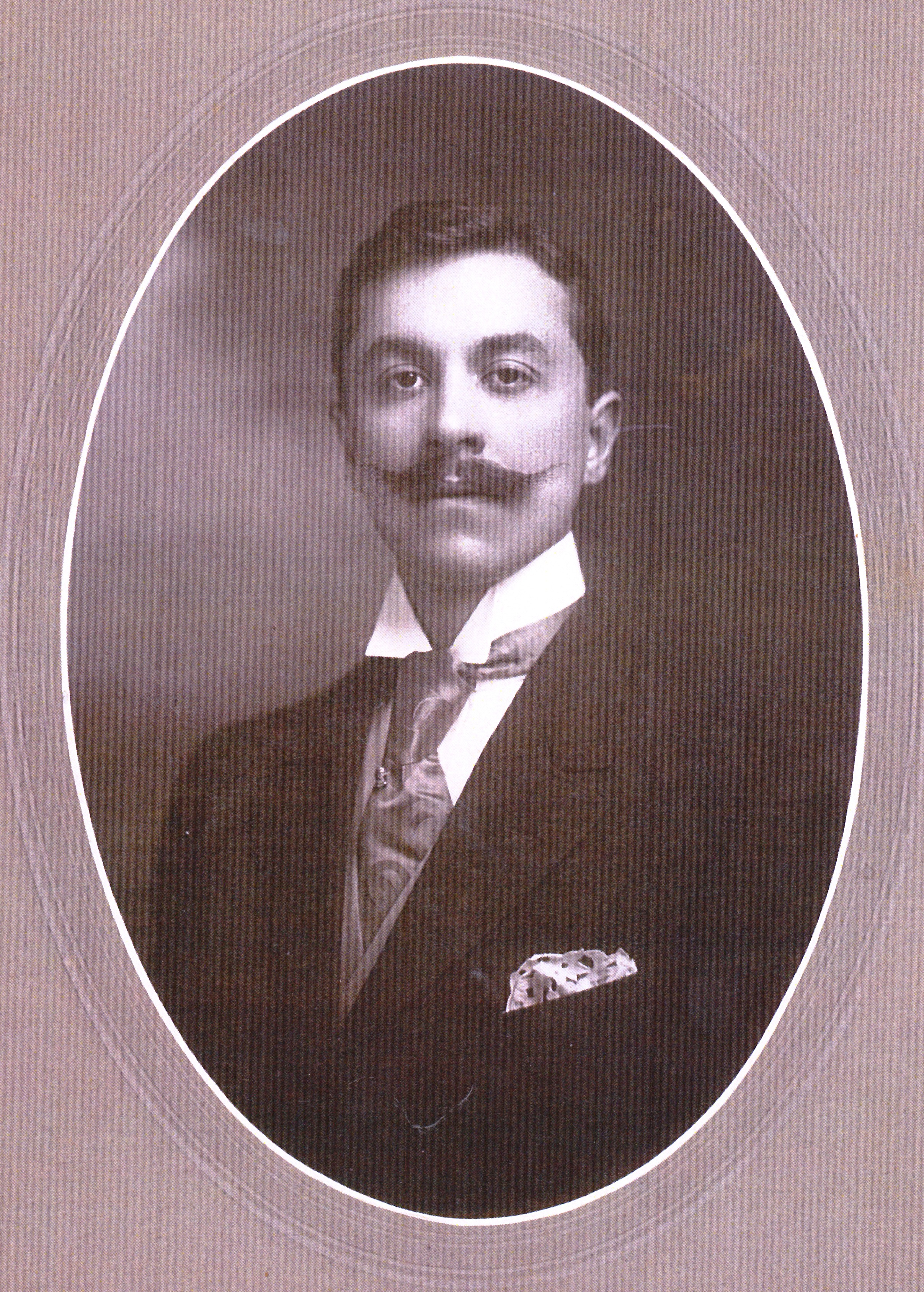
Leonard Piskorski w czasie pobytu w Gloversville w 1909 roku

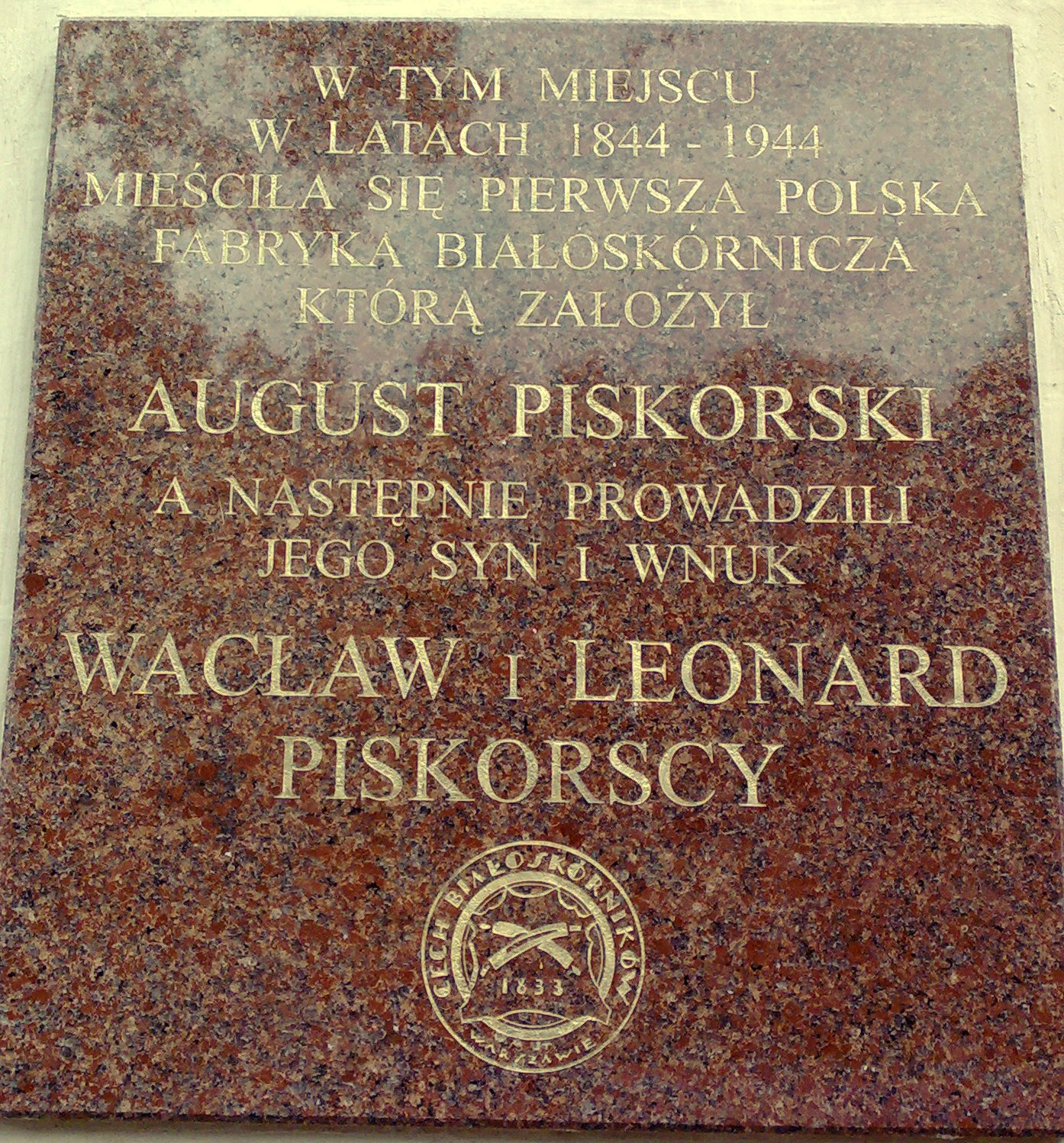
Tablica na domu przy ul. Białoskórniczej w Warszawie upamiętniająca najstarszy ród polskich białoskórników w Warszawie

## Praca
Po powrocie do kraju Leonard Piskorski pracował w zakładzie ojca. W celu podniesienia jakości wyrobów m.in. przeprowadzał analizę składu chemicznego wody w Wiśle, wysyłając próbki do Niemiec.
W Warszawie zastała go I wojna światowa. Był m.in. członkiem Straży Obywatelskiej w 1915 roku z ramienia Warszawskiego Towarzystwa Wioślarskiego. W listopadzie 1918 roku rozbrajał Niemców.
Został mistrzem białoskórniczym w 1918 roku. Od 1929 roku (po śmierci ojca) był starszym cechu do co najmniej 1937 roku. Był również przewodniczącym cechowych komisji egzaminacyjnych, zarówno na mistrza, jak i na czeladnika w tym zawodzie. Siedziba cechu mieściła się również w jego fabryce. Jego zakład i fabryka (w latach 20. XX wieku pod nazwą „Wacław Piskorski i syn”, a później pod nazwą „Leonard Piskorski – Fabryka Białoskórnicza”) mieściły się przez 100 lat (od założenia przez Augusta Piskorskiego w 1844 roku) w Warszawie przy ul. Białoskórniczej 3 i specjalizowały się w wyprawianiu skór systemem glacé, mocha (sztuczny zamsz), wyrobie skór rękawiczkowych i obuwiowych na białe damskie pantofle. Średnia produkcja miesięczna w latach 30. wynosiła ok. 3 tysięcy skór.
W 1936 roku Piskorski wykładał skórnictwo w Instytucie Naukowym Rzemieślniczym im. J. Piłsudskiego.

## Nagrody
W latach 20. i 30. wielokrotnie wyprawiał się zagranicę „po skóry i nauki”.
Jego wyroby były wystawiane na międzynarodowych wystawach w Paryżu (dwukrotnie), Brukseli, Madrycie. Leonard Piskorski został nagrodzony Wielkim Srebrnym Medalem na Powszechnej Wystawie Krajowej w Poznaniu w 1929 roku. W 1938 roku otrzymał II nagrodę za działalność w zakresie podniesienia poziomu rzemiosła w stolicy przyznaną przez Sąd Konkursowy Wydziału Oświaty i Kultury Zarządu Miejskiego m.st. Warszawy.
W 1939 roku otrzymał brązowy Krzyż Zasługi za osiągnięcia w pracy w białoskórnictwie.

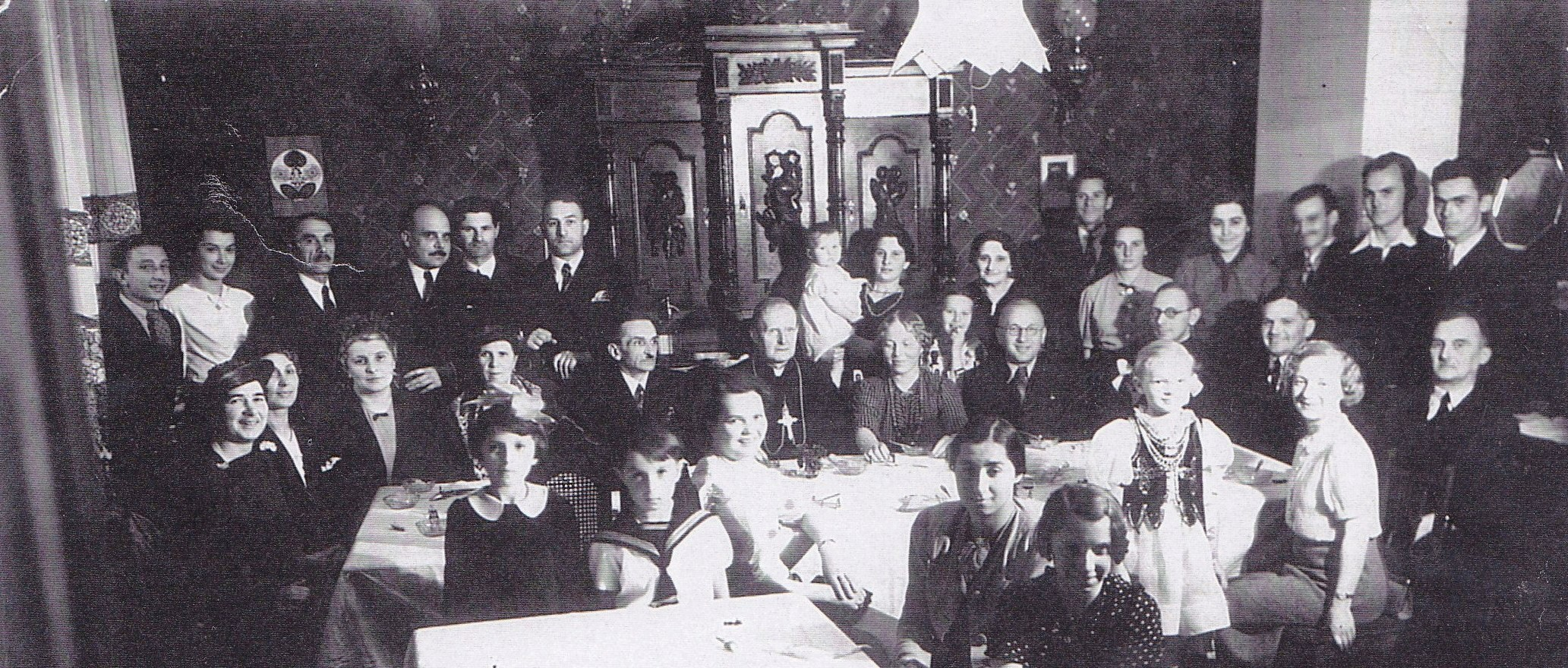
Uroczystość po chrzcie Katarzyny Piskorskiej, bratanicy Leonarda, w 1938 roku. Stoją m.in. Leonard Piskorski (3. od lewej), Przemysław Podgórski (4.), Aleksander Kamiński (5.), Tomasz Piskorski (6.), Katarzyna Piskorska (7., na rękach matki, Marii Piskorskiej, 8.), Anna Piskorska (9., dziecko), Anna Podgórska (10.), Zuzanna Dieuleveut Kaulek (13.), Witold Podgórski (14.), Kazimierz Cetnarowicz (15., drugi od prawej). W centrum siedzi sufragan warszawski Antoni Szlagowski, na lewo od niego siedzi Lucjan Kaulek, najbardziej na lewo siedzi Urszula Niepokojczycka (przyjaciółka Tomasza Piskorskiego i lekarka rodzinna Piskorskich), na prawo od Antoniego Szlagowskiego siedzą Wanda Gentil-Tippenhauer (matka chrzestna), Kazimierz Gorzkowski (ojciec chrzestny) i Jan Mauersberger. Przed Antonim Szlagowskim siedzi bokiem Janina Jurkiewicz. Za stołem, trzecia od lewej siedzi Józefina Piskorska, żona Leonarda. Na pierwszym planie, przy dziecinnym stole siedzą dzieci Leonarda i Józefiny: od lewej: Magdalena, Wacław, Irena i Alina.

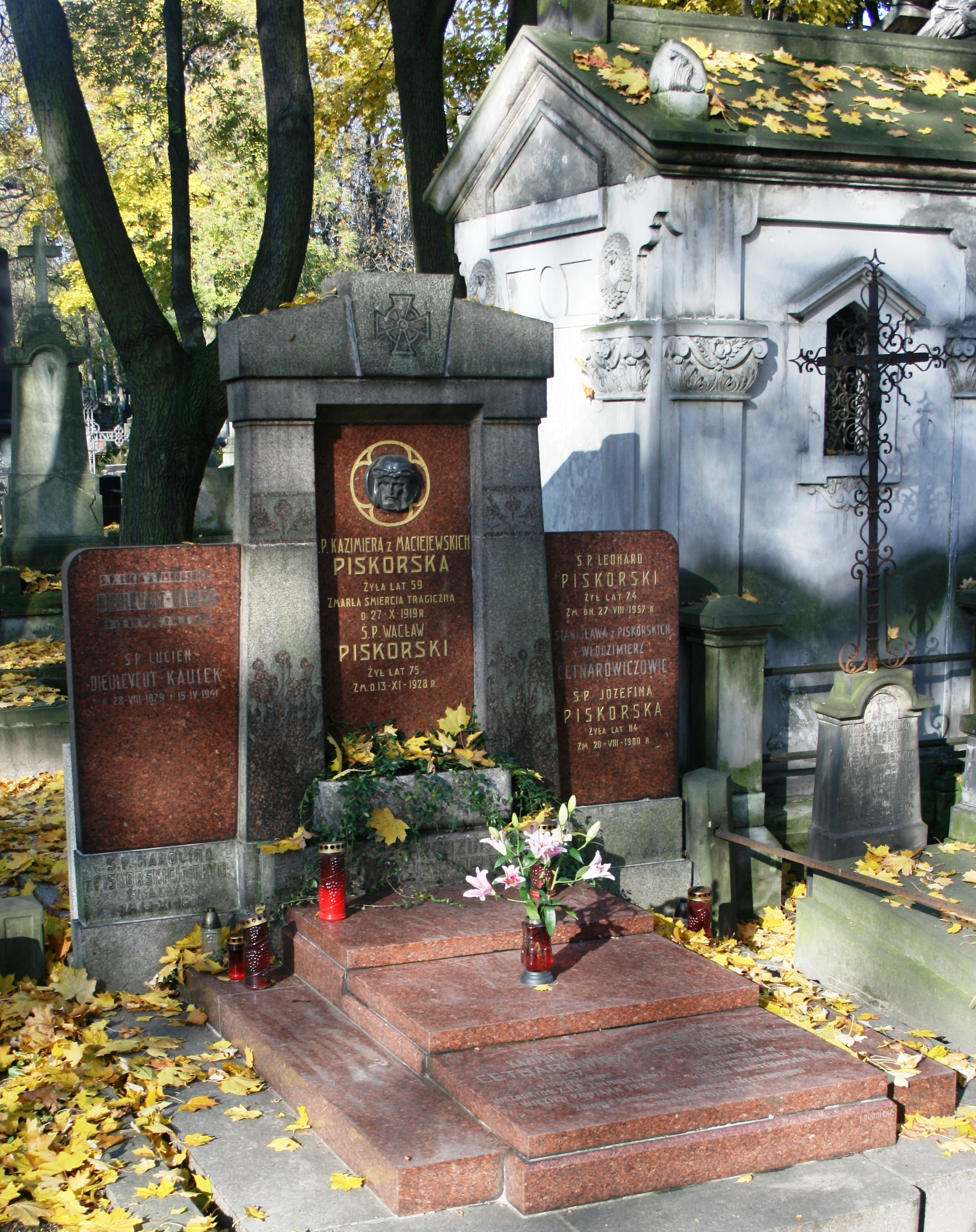
Grobowiec rodziny Wacława Piskorskiego na warszawskich Powązkach, w którym został pochowany Leonard Piskorski

## Wojna i PRL
W 1940 roku Piskorski nie był już starszym cechu (był nim Aleksander Weigle), cech został połączony z cechami garbarzy i rękawiczników, a siedziba połączonego cechu mieściła się przy ul. Piaskowej 14. W czasie wojny był uwięziony w obozie w Niemczech. Zakład spłonął w czasie powstania warszawskiego. Po wojnie cech białoskórników nie został odtworzony. Piskorski początkowo był nauczycielem w zawodowej szkole przemysłu skórzanego w Wesołej koło Warszawy, później był instruktorem w rzemiośle białoskórniczym w garbarni przy miejskim Koedukacyjnym Gimnazjum Skórniczym. Od 1948 roku pracował przez 8 lat w Państwowej Garbarni nr 3 w Grodzisku jako mistrz białoskórniczy, a później kontroler techniczny, m.in. wyprawiał skóry dla Zarządu Przemysłu Muzycznego. W ostatnim roku życia pracował w Inwalidzkiej Spółdzielni Galanterii Skórzanej. Przygotowywał do wydania wielojęzykowy słownik terminów białoskórniczych. W latach 50. bezskutecznie starał się o uzyskanie zezwolenia na uruchomienie małego zakładu białoskórniczego w okolicach Warszawy.

## Życie prywatne
Piskorski mieszkał całe życie w Warszawie, początkowo przy ul. Nowy Zjazd 3, później przy ul. Bednarskiej, a po wojnie przy ul. Grochowskiej.  Wolny czas poświęcał pracy w chórze Lutnia i w Warszawskim Towarzystwie Wioślarskim. Miał czworo młodszego rodzeństwa, jego rodzeństwem byli:
- Łucja (1886–1935), późniejsza żona Lucjana Kauleka
- Karolina (1887–1887)
- Stanisława (1889–1981), późniejsza żona Włodzimierza Cetnarowicza, rodzice Kazimierza i Mieczysława
- Tomasz Piskorski, późniejszy mąż Marii, rodzice Anny i Katarzyny.

Z żoną Józefiną (z d. Pałką, 1896–1980), z którą ożenił się w 1920 albo 1921 roku, miał pięcioro dzieci. Były to:
- Alina (1921–2000), późniejsza żona Zygmunta Cytowskiego, rodzice Ewy i Hanny, zamężnej Raczyńskiej
- Irena (1922–2000), późniejsza żona Edmunda Burke
- Wanda Barbara (1924–2013), późniejsza żona Witolda Tryuka, rodzice Barbary Moniki zamężnej Czapskiej i Małgorzaty zamężnej Tryuk
- Magdalena (1929–2016)
- Wacław Piskorski (1931–2015), ostatni z rodu Piskorskich, męskich potomków Augusta Piskorskiego.

Leonard Piskorski po śmierci został pochowany w grobie rodzinnym na warszawskich Powązkach (kwatera 18-5-4/5).